# Tarachoptera
Tarachoptera – wymarły rząd owadów nowoskrzydłych z kladu Amphiesmenoptera. W zapisie kopalnym znany z kredy późnej. Przypominały prymitywne motyle i chruściki. Porośnięte były łuskami. Miały spłaszczoną grzbietobrzusznie głowę, długą szyję i smukłe odnóża. Ich larwy żerowały prawdopodobnie wewnątrz tkanek roślinnych.

## Taksonomia
|  | Tarachoptera                                                                     |
|  |                                                                                  |
|  | \| \| chruściki (Trichoptera) \| \| \| \| \| \| motyle (Lepidoptera) \| \| \| \| |
|  |                                                                                  |
|  | chruściki (Trichoptera)                                                          |
|  |                                                                                  |
|  | motyle (Lepidoptera)                                                             |
|  |                                                                                  |

|  | chruściki (Trichoptera) |
|  |                         |
|  | motyle (Lepidoptera)    |
|  |                         |

|  | Tarachoptera                                                                     |
|  |                                                                                  |
|  | \| \| chruściki (Trichoptera) \| \| \| \| \| \| motyle (Lepidoptera) \| \| \| \| |
|  |                                                                                  |
|  | chruściki (Trichoptera)                                                          |
|  |                                                                                  |
|  | motyle (Lepidoptera)                                                             |
|  |                                                                                  |

|  | chruściki (Trichoptera) |
|  |                         |
|  | motyle (Lepidoptera)    |
|  |                         |

Rząd ten został wprowadzony w 2017 roku przez Wolframa Meya, Wilfrieda Wicharda, Patricka Müllera i Bo Wanga. Obejmuje cztery gatunki z dwóch rodzajów: Tarachocelis i Kinitocelis, zaliczane do jednej rodziny Tarachocelidae. Opisano je na podstawie 14 inkluzji w bursztynie birmańskim, datowanych na cenoman w kredzie późnej. Tarachoptera wraz z Permotrichoptera, chruścikami, motylami oraz 3 rodzinami o niejasnej pozycji należą do grupy Amphiesmenoptera.

## Opis
Były to niewielkie owady o długości przednich skrzydeł od 2,3 do 4,5 mm, pokrojem ciała przypominające współczesne chruściki z rodziny wodolotkowatych oraz prymitywne motyle z rodzin Heterobathmiidae i Acanthopteroctetidae. Głowa, czułki, tułów i odnóża i częściowo skrzydła porośnięte były u nich łuskami. Miały grzbietobrzusznie spłaszczoną głowę pozbawioną przyoczek. Na powierzchni głowy widoczne były szwy koronalny, czołowy i czołowo-policzkowy, a poprzeczna bruzda dzieliła anteclypeolabrum (powstałe ze zrośniętych przedustka i wargi górnej) od frontoclypeus (zrośnięte czoło i zaustek). Na czole i ciemieniu obecna była para wydłużonych łatek szczecinkowych. Aparat gębowy cechowały szczątkowe żuwaczki, trójkątne żuwki zewnętrzne oraz trójczłonowe głaszczki: długie wargowe i bardzo małe szczękowe. Wydłużoną szyję cechowała obecność – obok sklerytów bocznych – także pary sklerytów grzbietowych. Przedplecze było poprzecznie podzielone błoniastą bruzdą i miało miejscami oszczecinione boki. W użyłkowaniu skrzydeł trzy żyłki radialne formowały długą komórkę, zamkniętą u szczytu żyłką poprzeczną r1-r2. Błona skrzydeł miała ziarnisty wygląd wskutek gęstego pokrycia guzkami. Smukłe odnóża pozbawione były ostróg na goleniach. Samiec miał narządy kopulacyjne przykryte od góry pojedynczą płytką i wciągnięte w dziewiąty segment odwłoka, którego brzuszno-ogonową krawędź zdobił grzebień kolców.

## Paleoekologia
Najprawdopodobniej były to owady lądowe. Drobne rozmiary owadów dorosłych sugerują, że larwy były endofagami, być może minującymi liście, gdyż miny liściowe znane są w zapisie kopalnym już od jury późnej. Grzbietobrzusznie spłaszczona głowa form dorosłych oznaczać może przystosowanie do ukrywania się w szczelinach, pęknięciach kory bądź w zwiniętych liściach. Z budowy aparatu gębowego wynika, że formy dorosłe przyjmowały roślinny pokarm płynny lub drobnoziarnisty. U jednego z gatunków, Tarachocelis microlepidopterella, wykryto obecność na obu parach skrzydeł łusek androkonialnych (zapachowych), co wskazuje, że samce wabiły samice za pomocą feromonów.